# Рудня (Руднянский сельский совет, Овручский район)
Ру́дня (укр. Рудня), ранее Рудня Мечная (укр. Рудня Мечна) — село на Украине, находится в Овручском районе Житомирской области.
Код КОАТУУ — 1824286701. Население по переписи 2001 года составляет 99 человек. Почтовый индекс — 11111. Телефонный код — 4148. Занимает площадь 0 км².

## Происхождение названия
Название Рудня означает месторождение, место добычи или чаще переработки болотной железной руды. Есть предположение, что село было названо Рудня Мечная из-за того, что здесь добывали руду, из которой изготавливали мечи.

## История
На 1906 год село Мечная Рудня, относившееся к Гладковичской волости Овручского уезда Волынской губернии, насчитывавшее 40 дворов и 269 жителей.
В 1946 году указом ПВС УССР село Рудня-Мечная переименовано в Рудню.
Согласно Переписи населения СССР 1989 года население села составило 342 жителя (148 мужчин и 194 женщины).

## Население
- 1906 — 269 жителей.
- 1989 — 342 жителя.
- 2001 — 99 жителей.

## Адрес местного совета
11111, Житомирская область, Овручский р-н, с. Рудня, Школьная, 24